# Narmadapuram

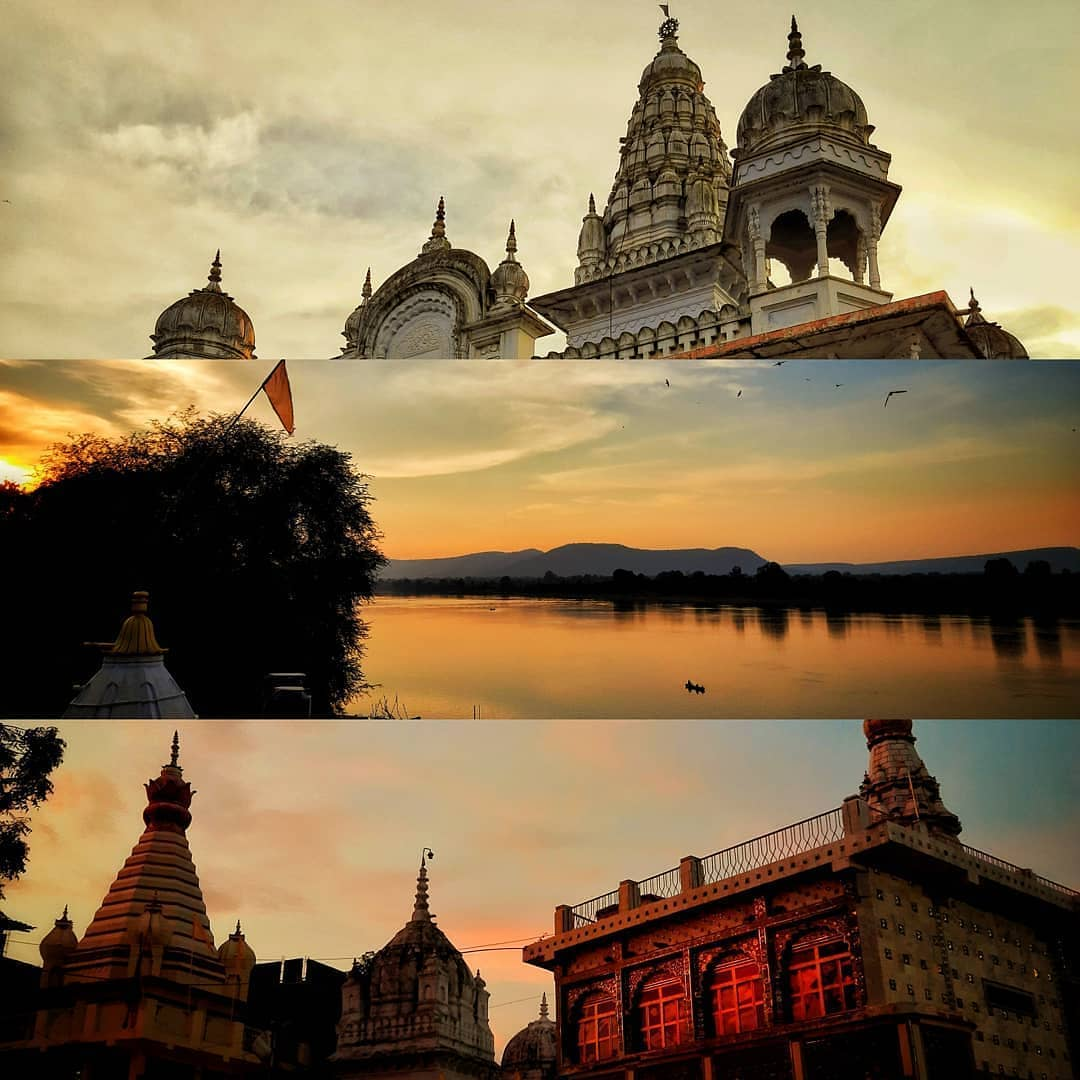
Imatges de la ciutat.

Narmadapuram és una ciutat de l'Índia a l'estat de Madhya Pradesh, capital del districte de Narmadapuram, situada a 22° 45′ N, 77° 43′ E / 22.75°N,77.72°E. Al cens del 2001 figura amb una població de 97.357 i, per tant, hauria superat àmpliament els 100.000 actualment (2009). La població el 1901 era de 14.940 habitants.
La tradició diu que fou fundada vers 1433 per Hoshang Shah, sulta de Malwa, que li va donar el seu nom. El 1795 els bhonsle de Nagpur van ocupar Narmadapuram però Wazir Muhammad, el ministre en cap del principat de Bhopal, la va recuperar el 1802 quan el kiladar (governador), alarmat, la va entregar sense lluita. Encoratjat per l'èxit i per l'ocupació de Seoni, Wazir Muhammad va atacar la pargana de Sohagpur i va assetjar el fort de la capital d'aquesta, però la sort el va abandonar i una força maratha va obligar a aixecar el setge derrotant a Wazir Muhammad amb fortes pèrdues. Wazir fou perseguit fins Narmadapuram; va fer una sortida i un cavall fou mort sota seu i va quedar en perill; llavors va pujar al seu cavall i es va poder escapar saltant als merlets de la fortalesa, fet que fou molt celebrat; una figura d'un cavall encara marca el lloc. l'exèrcit de Nagpur no va poder ocupar la ciutat llavors i després d'un setge sense resultat, van cremar el que van poder i es van retirar. Finalment els dominis de Bhopal al nord del Narbada foren perduts davant els marathes el 1808 i les forces de Nagpur van atacar altre cop la ciutat i el 1809, Hoshangabad fou assaltada i, després de tres mesos de lluita, la guarnició, tallades les comunicacions amb Bhopal, es va rendir.
Els britànics hi van entrar per un acord amb els bhonsle el 1818. Fou capital de la divisió del Narbada i del districte de Narmadapuram. La municipalitat es va crear el 1869.